# نانيت فبراي
نانيت فبراي (بالإنجليزية: Nanette Fabray)‏ هي مغنية وممثلة أمريكية، ولدت في 27 أكتوبر 1920 بسان دييغو في الولايات المتحدة، وتوفيت في 22 فبراير 2018 في الولايات المتحدة بسبب مرض. من الجوائز التي نالتها جائزة إيمي سنة 1955 وجائزة توني عن فئة أفضل ممثلة في مسرحية موسيقية ‏ سنة 1949 وجائزة إنجاز الحياة لنقابة ممثلي الشاشة ‏.

## جوائز وترشيحات
جوائز
- جائزة إيمي (1955)
- جائزة توني عن فئة أفضل ممثلة في مسرحية موسيقية [الإنجليزية]‏ (1949)
- جائزة إنجاز الحياة لنقابة ممثلي الشاشة [الإنجليزية]‏

ترشيحات
- جائزة توني عن فئة أفضل ممثلة في مسرحية موسيقية [الإنجليزية]‏ (1963)

## وصلات خارجية
- نانيت فبراي على موقع IMDb (الإنجليزية)
- نانيت فبراي على موقع روتن توميتوز (الإنجليزية)
- نانيت فبراي على موقع ألو سيني (الفرنسية)
- نانيت فبراي على موقع ميوزك برينز (الإنجليزية)
- نانيت فبراي على موقع أول موفي (الإنجليزية)
- نانيت فبراي على موقع قاعدة بيانات برودواي على الإنترنت (الإنجليزية)
- نانيت فبراي على موقع قاعدة بيانات برودواي على الإنترنت (الإنجليزية)
- نانيت فبراي على موقع قاعدة بيانات الأفلام السويدية (السويدية)
- نانيت فبراي على موقع إن إن دي بي (الإنجليزية)
- نانيت فبراي على موقع ديسكوغز (الإنجليزية)